# Eudistoma tridentatum
Eudistoma tridentatum är en sjöpungsart som först beskrevs av Heiden 1894.  Eudistoma tridentatum ingår i släktet Eudistoma och familjen Polycitoridae. Inga underarter finns listade i Catalogue of Life.